# 71-я улица (линия Уэст-Энд, Би-эм-ти)
|   |   |   |   |   |
| · | · | · | · | · |

|   |   |   |   |   |
| · | · | · | · | · |

«71-я улица» (англ. 71st Street) — станция Нью-Йоркского метрополитена, расположенная на линии Уэст-Энд, Би-эм-ти. Станция находится в Бруклине, в округе Бенсонхерст, на пересечении 71-й улицы и Нью-Ютрект авеню. На станции останавливается маршрут D (круглосуточно).

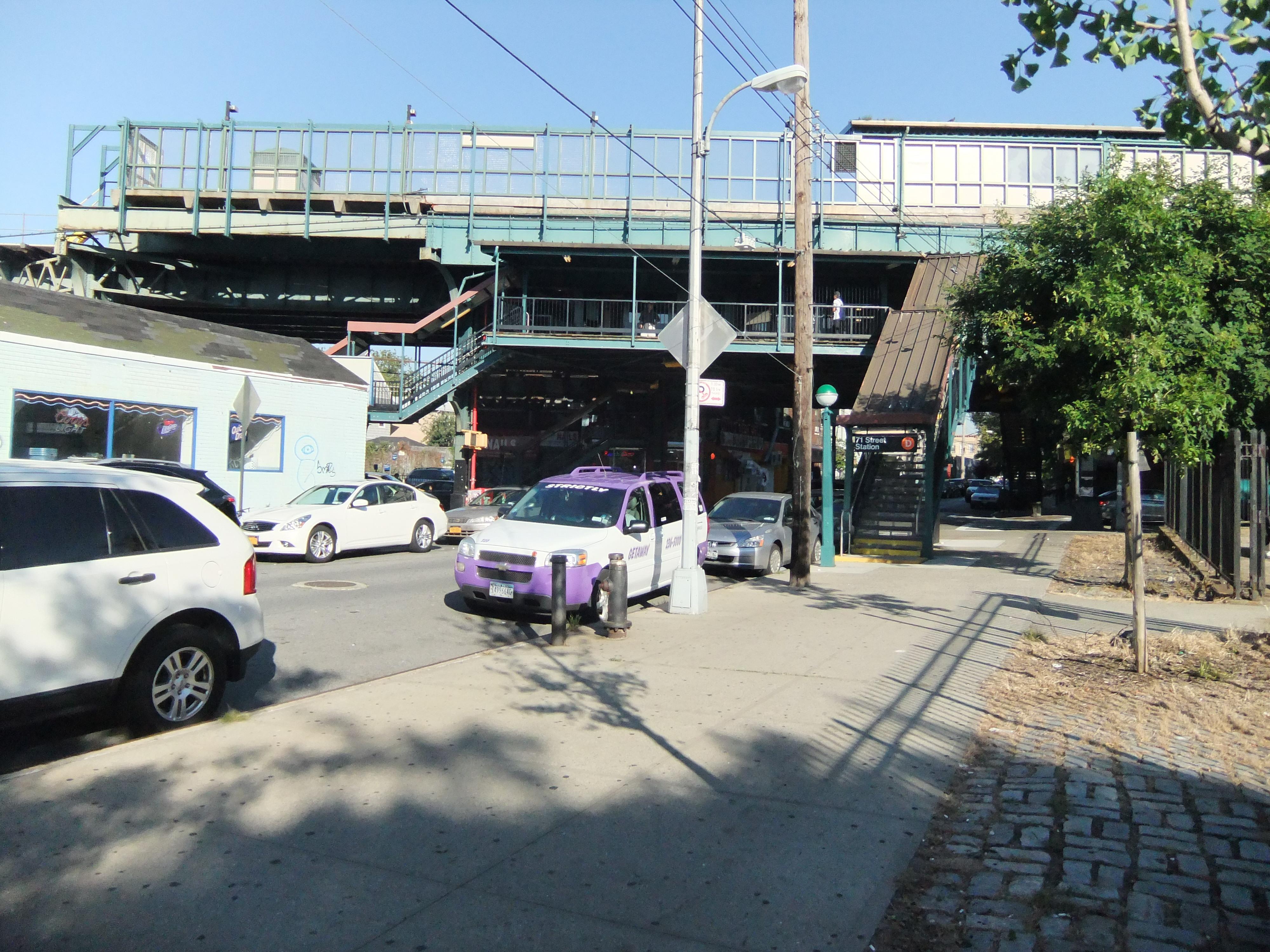
Выход со станции

Станция эстакадная, представлена двумя боковыми платформами, обслуживающими только внешние пути трёхпутного участка линии. Центральный экспресс-путь не используется для маршрутного движения поездов. Платформы оборудованы зелёными навесами практически по всей их длине, за исключением концов. Платформы огораживает высокий бежевый забор.
Станция имеет два выхода. Основной выход располагается в южной части платформ. Лестницы с каждой платформы ведут в эстакадный мезонин под платформами, где расположен турникетный павильон. Оттуда в город ведут четыре лестницы, ко всем углам перекрёстка Нью-Ютрект авеню и 71-й улицы. Второй выход расположен в северной половине станции. Там также имеется мезонин, только закрытый, поэтому здесь оба выхода независимы (нельзя перейти с одной платформы на другую). Турникетный павильон каждой платформы представлен одним полноростовым турникетом. Второй выход приводит к южным углам перекрёстка Нью-Ютрект авеню и 69-й улицы.